# Li Zicheng
Li Zicheng o Li Tzu-Ch'eng (22 de setembre de 1606, Shaanxi - 1645, Hubei) va ser un líder de rebel·lió que va ocasionar la caiguda de la dinastia Ming (1368-1644).
Va ser un treballador del servei de correus, es va unir a la causa rebel en 1631 després d'una gran fam a la part nord del seu país. Una gran epidèmia de pesta a finals del regnat de l'emperador Chongzhen va començar a Shanxi el 1633 i va arribar a Pequín el 1641 causant la mort de més de 200.000 persones el 1643.
En 1644 es va proclamar a si mateix com el primer emperador de la nova dinastia Shun i va marxar sobre Pequín, ciutat que va prendre fàcilment i l'emperador Chongzhen es va suïcidar a la Ciutat Prohibida. L'abril de 1644, després de prendre Pequín, Li Zicheng va dirigir un exèrcit de 600.000 homes per enfrontar-se a Wu Sangui, el comandant general dels Ming; 100.000 soldats guardaven pas de Shanhai (山海关), pas obligat des del nord-est de la Gran Muralla Xinesa. Shanhaiguan estava localitzat a uns cinquanta quilòmetres al nord-est de Pequín i durant anys les seves defenses van ser les que van mantenir als manxús lluny de la capital. Wu Sangui, atrapat entre dos enemics, va decidir negociar amb els manxús de la dinastia Qing i fer una aliança amb el príncep Dorgon, regent de l'emperador Shunzhi de sis anys, fill de l'emperador Huang-Taiji que havia mort l'any anterior. De forma conjunta, els dos exèrcits van derrotar les forces rebels de Li Zicheng a la batalla del Pas de Shanhai del 27 de maig de 1644. L'exèrcit Qing va poder així depassar la frontera defensiva tradicional dels Ming i entrar en la vall del Riu Groc gràcies a la col·laboració de Wu Sangui i van conquistar Pequín amb facilitat. Wu Sangui esperava que els manxús acceptessin retirar-se a les seves terres al nord de la Gran Muralla després d'ajudar a la restauració de la dinastia Ming, però el resultat va ser molt diferent. L'emperador Shunzhi va fer traslladar la cort Qing de Mukden a Pequín. Zicheng va fugir al nord, on va ser probablement assassinat pels vilatans. El conflicte va necessitar disset anys més de lluites entre els que estaven al poder, els pretendents i els rebels ming i els manxús van continuar conquistant els territoris que havien estat sota l'autoritat de la caiguda dinastia Ming.